# Jiráňův mlýn
Jiráňův mlýn v Úbislavicích v okrese Jičín je vodní mlýn, který stojí na Úlibickém potoce. Je chráněn jako nemovitá kulturní památka České republiky.

## Historie
Mlýn je poprvé zmíněn roku 1405. V roce 1813 byl přestavěn.

## Popis
Mlýnice a dům jsou pod jednou střechou, ale dispozičně oddělené; roubená a částečně zděná stavba je jednopatrová. Mlýn je vystavěn u průjezdní komunikace u potoka a okapovou stranou je orientován souběžně se silnicí. Má dřevěné roubené patro a průběžnou pavlač, průčelní lomenice o třech polích je orientována k jihovýchodní straně. Částečně podsklepená stavba má vyzděné přízemí a průchozí chodbu. Nízká podezdívka mlýna z pískovcových, hrubě opracovaných nepravidelných bloků vyrovnává svažitost terénu. K objektu jsou přistavěny chlévy (stáje) kolmo k ulici, jejich zděné prostory jsou sklenuty valeně s pasy, s pilířovými sloupky a bedněním.
V roce 1930 měl mlýn jedno kolo na svrchní vodu (průtok 0,055 m³/s, spád 9,2 m, výkon 4,03 k).